# ریچارد سی سارافیان
ریچارد گاسپار سارافیان (انگلیسی: Richard Caspar Sarafian؛ ۲۸ آوریل ۱۹۳۰ – ۱۸ سپتامبر ۲۰۱۳) بازیگر، کارگردان، فیلم‌نامه‌نویس و تهیه‌کننده ارمنی‌تبار اهل ایالات متحده آمریکا بود.

## زندگی شخصی
وی با هلن آلتمن سارافیان ازدواج کرد، سپس طلاق گرفتند و دوباره ازدواج کردند. هلن در سال ۲۰۱۱ درگذشت. آنها صاحب پنج فرزند به نام‌های: ریچارد سارافیان جونیور (بازیگر)، دیران سارافیان (بازیگر/کارگردان)، دیمون بی سارافیان (کارشناس جلوه‌های ویژه)، تدی صارافیان (فیلمنامه‌نویس) و کاترین سارافیان شدند.

## مرگ
سارافیان در ۱۸ سپتامبر ۲۰۱۳ در سن ۸۳ سالگی، در سانتا مونیکا، بر اثر سینه‌پهلو که در دوران نقاهت پس از شکستگی کمر به آن مبتلا شده بود، درگذشت.

## بخشی از فیلمشناسی
از فیلم‌هایی که وی در آن فعالیت داشته‌است، می‌توان به آثار زیر اشاره کرد.
- ماوریک (مجموعه تلویزیونی) (۱۹۶۱)
- اندی (فیلم) (۱۹۶۵)
- غرب وحشی وحشی (مجموعه تلویزیونی) (۱۹۶۵)
- بتمن (مجموعه تلویزیونی) (۱۹۶۶)
- دود اسلحه (۱۹۶۸)
- نقطه گریز (فیلم ۱۹۷۱) (۱۹۷۱)
- مرد بعدی (۱۹۷۶)
- آفتاب‌سوختگی (فیلم) (۱۹۷۹)
- خرس (فیلم ۱۹۸۴) (۱۹۸۴)
- چشم ببر (فیلم) (۱۹۸۶)
- باگزی (۱۹۹۱)
- محدودیت (فیلم) (۱۹۹۶)
- گوتی (فیلم ۱۹۹۶) (۱۹۹۶)
- بول‌ورث (۱۹۹۸)
- برق‌آسا (فیلم) (۱۹۹۹)
- دکتر دولیتل ۲ (۲۰۰۱)

## جوایز
- نامزد، هوگو طلایی، بهترین فیلم بلند – جشنواره بین‌المللی فیلم شیکاگو (مرد بعدی) (۱۹۷۶)